# 宣城县 (隋朝)
宣城县，中国古县名。
隋朝大业初年，改宛陵县置，治所在今安徽省宣城市区。为宣州、宣城郡治所。武德三年（620年），曾分置怀安县，六年省。南宋为宁国府治。元朝时，为宁国路治。明朝、清朝为宁国府治。1949年析宣城县城设宣城市，1950年仍并入宣城县。1987年撤销，改设宣州市。